# Episodi di Dixon of Dock Green (diciannovesima stagione)
La diciannovesima stagione della serie televisiva Dixon of Dock Green è andata in onda nel Regno Unito dal 23 settembre 1972 al 30 dicembre 1972 su BBC One.
| nº | Titolo originale      | Prima TV UK       |
| -- | --------------------- | ----------------- |
| 1  | The Specialist        | 23 settembre 1972 |
| 2  | Time Out              | 30 settembre 1972 |
| 3  | The Fingerman         | 7 ottobre 1972    |
| 4  | Trial and Error       | 14 ottobre 1972   |
| 5  | Gun Point             | 21 ottobre 1972   |
| 6  | Conspiracy of Silence | 28 ottobre 1972   |
| 7  | Homecoming            | 4 novembre 1972   |
| 8  | Mrs. Raven            | 11 novembre 1972  |
| 9  | Starpoint West        | 18 novembre 1972  |
| 10 | Bust Up               | 25 novembre 1972  |
| 11 | Whiplash              | 2 dicembre 1972   |
| 12 | Who Needs Enemies?    | 9 dicembre 1972   |
| 13 | Ada                   | 16 dicembre 1972  |
| 14 | The Loser             | 30 dicembre 1972  |

## The Specialist
- Prima televisiva: 23 settembre 1972
- Diretto da: Vere Lorrimer
- Scritto da: Eric Paice

### Trama
- Guest star:

## Time Out
- Prima televisiva: 30 settembre 1972
- Scritto da: N. J. Crisp

### Trama
- Guest star: Carl Forgione (Franco)

## The Fingerman
- Prima televisiva: 7 ottobre 1972
- Diretto da: Vere Lorrimer
- Scritto da: Gerald Kelsey

### Trama
- Guest star: Charles Pemberton (Dyson), Brian Croucher (Wheeler), Gwyneth Powell (Mrs Regan), Mervyn Johns (Mr Farmer)

## Trial and Error
- Prima televisiva: 14 ottobre 1972
- Scritto da: Eric Paice

### Trama
- Guest star: John Rhys-Davies (Dunlop)

## Gun Point
- Prima televisiva: 21 ottobre 1972
- Scritto da: Gerald Kelsey

### Trama
- Guest star: John Rolfe (Jackson), Dennis Cleary (Jones), Andrew McCulloch (York), James Beckett (Joyner), Edward Evans (Coles), Garfield Morgan (Kimber)

## Conspiracy of Silence
- Prima televisiva: 28 ottobre 1972

### Trama
- Guest star: David Daker (preside), Angus MacKay (Cameron), David Janson (Dave)

## Homecoming
- Prima televisiva: 4 novembre 1972

### Trama
- Guest star: Ken Wynne (Hoppy Needham), Johnny Shannon (Fred Bryant), Kenneth Watson (detective Insp. Scott), Tom Adams (Johnny Orwell), Jo Rowbottom (Rosie Everett)

## Mrs. Raven
- Prima televisiva: 11 novembre 1972
- Scritto da: N. J. Crisp

### Trama
- Guest star: Godfrey James (Mellish), Esmond Webb (Informant), Graham Weston (Barney), Kenneth Watson (detective Insp. Scott), Rick James (Alec), Frank Jarvis (Wilf)

## Starpoint West
- Prima televisiva: 18 novembre 1972
- Scritto da: Eric Paice

### Trama
- Guest star: Chris Gannon (Wharton), Jeremy Young (Barry)

## Bust Up
- Prima televisiva: 25 novembre 1972
- Diretto da: Vere Lorrimer

### Trama
- Guest star: Ebony White (Freida), Madoline Thomas (Mrs Bennett), Sue Nicholls (Renee), Margaret John (Jenny), Windsor Davies (Vic Sharland)

## Whiplash
- Prima televisiva: 2 dicembre 1972
- Diretto da: Vere Lorrimer
- Scritto da: N. J. Crisp

### Trama
- Guest star:

## Who Needs Enemies?
- Prima televisiva: 9 dicembre 1972
- Scritto da: Gerald Kelsey

### Trama
- Guest star: John Harvey (Mr. Harper), Maurice O'Connell (Frank Page), Kenneth Watson (detective Insp. Scott), Stacy Davies (Perryman)

## Ada
- Prima televisiva: 16 dicembre 1972
- Scritto da: Derek Ingrey

### Trama
- Guest star: George Innes (Clarry Barnes), Rita Webb (Ada Barnes), Adrienne Posta (Marina Fairhead), Brian Murphy (Percy Sinclair)

## The Loser
- Prima televisiva: 30 dicembre 1972

### Trama
- Guest star: